# Antezant-la-Chapelle
Antezant-la-Chapelle è un comune francese di 368 abitanti situato nel dipartimento della Charente Marittima nella regione della Nuova Aquitania.

## Società

### Evoluzione demografica
Abitanti censiti